# Turikatuku
Turikatuku (... – 1827) è stata una capo tribù Maori neozelandese.
Apparteneva alla iwi Nga Puhi. Lei e sua sorella minore, Tangiwhare, divennero spose di Hongi Hika, accompagnandolo ovunque egli andasse, incluso un certo numero di combattimenti. Per la maggior parte della sua vita fu cieca. Sua figlia Rongo divenne sposa di Hone Haka e dopo di Arama Karaka Pi.